# 6828 Елбстеел
6828 Елбстеел (6828 Elbsteel) — астероїд головного поясу, відкритий 12 листопада 1990 року.
Тіссеранів параметр щодо Юпітера — 3,304.